# Louis-François-Alexandre d'Harambure
Louis-François-Alexandre d’Harambure, né à Preuilly-sur-Claise le 12 février 1742 et mort à Tours le 27 octobre 1828 , est un général français et homme politique.

## Biographie

### Famille
Louis-François-Alexandre d'Harambure est le fils de  Paul d'Harambure, seigneur de Romefort et de La Cheverie, page de la duchesse de Bourgogne, mousquetaire du roi, et de Marie-Anne de Moussy. Petit-fils de Jean d'Harambure, il est le frère de René Charles d'Harambure.
Il épouse en premières noces le 28 novembre 1771 Anne Rosalie Bazin de Sainte-Honorine, qui décède le 13 décembre 1797 et dont il a un fils : Louis Philippe d'Harambure (1771-1793), lequel est tué à Berstheim dans l'Armée des émigrés. Avec ce dernier s'éteint la famille d'Harambure en ligne masculine. De son second mariage avec Francoise-Madeleine de Mégessier il a 5 enfants, dont l'ainée Louise-Virginie d'Harambure (1798-1870), épouse de René Louis Ambroise de La Poëze (1781-1851) qui sera autorisé à relever le nom d'Harambure par une ordonnance royale du 17 septembre 1817.

### Carrière
Entré le 1er février 1757 comme cornette dans le régiment de dragons de Bauffremont, le baron d’Harambure passe capitaine à celui de Noé en 1760, et fait avec ces deux corps les dernières campagnes de la guerre de Sept Ans. Il devient major, puis colonel au Régiment Royal-Roussillon cavalerie. Il est fait chevalier de Saint-Louis en 1771 et brigadier en 1781. Il est nommé maréchal de camp le 9 mars 1788, employé au camp de Saint-Omer sous le prince de Condé.
Avant la Révolution, d’Harambure, d’une famille originaire de Basse-Navarre établie au XVIIe siècle en Touraine, réside dans cette province où il possède des propriétés considérables. En 1789 il est député par la noblesse du bailliage de Tours aux états généraux. Il se montre chaud partisan de la Révolution et publie, dès l’ouverture des états-généraux, une brochure où il démontre la nécessité de la réunion des trois ordres. Il est un des premiers à se réunir à l’assemblée du tiers état. Dans les discussions relatives au droit de paix et de guerre, il soutient que ce droit ne doit pas être laissé au roi, mais que la délégation doit en être renouvelée à chaque législature. Il se prononce avec le côté gauche de l’assemblée dans les autres questions, telles que l’acceptation de la constitution à laquelle il veut que le roi soit obligé, et sur le refus de quelques officiers de prêter le serment à la nation, exigé d’eux à cette époque.
Il se réunit cependant au côté droit de la Constituante dans les séances des 19 juin 1790 et 30 août 1791, pour s’opposer de tout son pouvoir aux décrets qui prononçaient la suppression de la noblesse et des différents ordres de chevalerie. À l’expiration de ses fonctions législatives, il reprend son grade de maréchal de camp et est envoyé comme général à l’armée du Rhin qui est alors sur les frontières d’Alsace, et est promu lieutenant-général le 20 mars 1792. Il donne son adhésion à la révolution du 10 août 1792, et est même chargé, après le départ de Luckner, du commandement de l’armée du Rhin. C’est en cette qualité qu’ayant reçu en mars 1793 une déclaration relative à la mort de Louis XVI et des lettres patentes de Monsieur, frère du roi alors régent il fait non seulement aux commissaires de la Convention nationale qui se trouvent dans le département du Rhin une communication qui manque de lui devenir funeste, mais il les fait encore consigner sur les registres de la municipalité de Neuf-Brisach, accompagnant son envoi de la lettre suivante : « Comme je désire être toujours environné de la confiance dont j’ai besoin, je vous envoie deux lettres que j’ai reçues d’Allemagne, et que je vous prie de consigner sur les registres de la municipalité. » La Convention prononce aussitôt sa destitution, le décrète d’accusation le 13 mars 1793 et ordonne qu’il soit arrêté.
Le tribunal révolutionnaire devant lequel il comparait le 22 avril 1793, par une exception rare à cette époque, rend hommage à ses intentions, et l’acquitte solennellement à l’unanimité. Après avoir entendu prononcer le jugement qui lui rend la liberté, il quitte le banc des accusés et adresse aux juges le discours suivant : « Je suis très aise que la Convention nationale n’ait pas révoqué son décret d’accusation. Je ne crains pas la censure, que tout bon républicain ne doit jamais craindre. Je suis charmé d’avoir passé, pour ma propre justification, devant un tribunal aussi juste qu’équitable ; mes concitoyens connaitront mon attachement à la République, pour laquelle je jure de verser jusqu’à la dernière goutte de mon sang. » Malgré ce jugement, la Convention ne le rétablit pas dans ses fonctions.
Il est mis fin à ses fonctions le 1er juin 1793. Depuis cette époque, il ne figure plus ni dans les armées, ni dans aucun corps administratif ou judiciaire. Il ne reparait sur la scène politique qu’en 1815, après le retour des Bourbons, lorsque Louis XVIII le nomme commandeur de l’ordre Saint-Louis et le charge la même année de présider le collège électoral de Loches, où il appuie de tout son pouvoir le choix des royalistes avant de rentrer dans la retraite aussitôt après. Il a publié deux ouvrages militaires estimés en leur temps.

## Publications
- Éléments de cavalerie ouvrage élémentaire, propre aux officiers généraux, adjudants généraux... pour mouvoir de grands corps de cavalerie, pour diriger leur instruction, auquel on a joint un mode simple pour les mouvements nécessaires à une armée, Paris, F. Didot, 1791, 78 p. (lire en ligne)
- Opinion sur l’instruction à donner aux troupes à cheval, s.l., s.n., 1817.
- Observation sur la répartition de l’impôt foncier entre chaque département, district, canton, municipalité et entre chaque contribuable, t. in-8°, Paris, Impr. nationale, s.d., 8 p.

## Sources
- Antoine Jay, Étienne de Jouy et Antoine-Vincent Arnault, Biographie nouvelle des contemporains : ou dictionnaire historique et raisonné de tous les hommes qui, depuis la Révolution française, ont acquis de la célébrité par leurs actions, leurs écrits, leurs erreurs ou leurs crimes, soit en France, soit dans les pays étrangers, vol. 9, s.n., 1823, 476 p. (lire en ligne), p. 32.
- Biographie universelle, ancienne et moderne : ou dictionnaire tous les hommes qui se sont fait remarquer par leurs écrits, leurs actions, leurs talents, leurs vertus ou leurs crimes, depuis le commencement du monde jusqu’à ce jour, vol. 9, Bruxelles, H. Ode, 352 p. (lire en ligne), p. 191.
- P Louis Lainé Archives généalogiques et historiques de la noblesse de France, 1828, page 45.
- « Louis-François-Alexandre d'Harambure », dans Adolphe Robert et Gaston Cougny, Dictionnaire des parlementaires français, Edgar Bourloton, 1889-1891 [détail de l’édition]
- Au plaisir de se battre, Histoire de la famille d´Harambure.